# Clásico RCN 2018
Le 58 Clásico RCN "Arawak" 2018 (nom officiel) a lieu du 21 au 30 septembre 2018. La cinquante-huitième édition du Clásico RCN n'est pas inscrite au calendrier de l'UCI America Tour 2018.
Alex Cano remporte l'épreuve en devançant de moins d'une minute Edward Beltrán.

## Présentation

### Équipes participantes
| Équipes                                                                    | Principaux engagés |
| EPM - Scott                                                                | Juan Pablo Suárez, Alexander Gil, Diego Ochoa, Edwin Carvajal, Edward Beltrán, Jairo Salas                                      |
| Team Medellín                                                              | Óscar Sevilla, Weimar Roldán, Róbigzon Oyola, Nicolás Paredes, Omar Mendoza, Jonathan Caicedo, Cristhian Montoya, Walter Vargas |
| Aguardiente Antioqueño - Indeportes Antioquia - IDEA - Lotería de Medellín | Danny Osorio, José Tito Hernández, Carlos Julián Quintero, Rafael Montiel, Jaime Castañeda, Stiber Ortiz                        |
| Sundark Arawak                                                             | Luis Alfredo Martínez, Juan José Carrero                                                                                        |
| Tolima es Pasión - Sheffy                                                  | Jordan Tabares, Andrés Camilo Ardila                                                                                            |
| Deprisa                                                                    | Miguel Ángel Reyes, Jahir Pérez, Steven Cuesta                                                                                  |
| Manzana Postobón                                                           | Hernán Aguirre, Jhojan García, Fabio Duarte, Hernando Bohórquez, Aldemar Reyes                                                  |
| Fundación Depormundo - Power ON                                            | Javier Jamaica |
| GW Shimano - Chaoyang - Envía                                              | José Serpa, Walter Pedraza, Juan Pablo Rendón, Cristhian Talero                                                                 |
| Coldeportes - Zenú - Sello Rojo                                            | Alex Cano, Miguel Ángel Rubiano, Alexis Camacho, Germán Chaves, Cristian Muñoz, Diego Camargo                                   |
| Aguardiente Néctar - IMRD Chía - 4WD Rent a Car                            | Óscar Pachón |
| Bicicletas Strongman - Coldeportes - Wilier                                | Rubén Acosta, William Muñoz, Óscar Quiroz, Brayan Hernández, Steven Calderón, Jéferson Pérez                                    |
| SuperGIROS - Gane                                                          | Salvador Moreno, Didier Chaparro, Heberth Gutiérrez                                                                             |
| EBSA Empresa de Energía de Boyacá                                          | Carlos Becerra, Wilson Marentes, Pedro Nelson Torres                                                                            |
| JB Ropa Deportiva - Multireposa - Flowerpack                               | Kevin Sepúlveda |
| Fuerza Armadas                                                             | José Vega |
| Boyacá es Para Vivirla                                                     | Cayetano Sarmiento, Javier Gómez                                                                                                |
| BetPlay                                                                    | Norberto Wilches, Camilo Amaya                                                                                                  |

## Les étapes
| Étape     | Date     | Villes étapes         | type                        | Distance (km) | Vainqueur d'étape      | Leader du classement général |
| --------- | -------- | --------------------- | --------------------------- | ------------- | ---------------------- | ---------------------------- |
| 1re étape | 21 sept. | Cali – Cali           | étape de plaine             | 29,3          | Miguel Ángel Rubiano   | Miguel Ángel Rubiano         |
| 2e étape  | 22 sept. | Cali – Armenia        | étape vallonnée             | 181,7         | Óscar Quiroz           | Óscar Quiroz                 |
| 3e étape  | 23 sept. | Calarcá – Anapoima    | étape de montagne           | 200,8         | José Tito Hernández    | José Tito Hernández          |
| 4e étape  | 24 sept. | Anapoima – Funza      | étape de montagne           | 122,8         | Carlos Julián Quintero | Carlos Julián Quintero       |
| 5e étape  | 25 sept. | Guasca – Sesquilé     | contre-la-montre individuel | 28,5          | Óscar Sevilla          | Óscar Sevilla                |
| 6e étape  | 26 sept. | Tabio – Mariquita     | étape vallonnée             | 177,7         | Rafael Montiel         | Óscar Sevilla                |
| 7e étape  | 27 sept. | Mariquita – Manizales | étape de montagne           | 114,5         | Didier Chaparro        | Alex Cano                    |
| 8e étape  | 28 sept. | Anserma – La Estrella | étape de montagne           | 170           | Edward Beltrán         | Alex Cano                    |
| 9e étape  | 29 sept. | San Félix – Bello     | étape vallonnée             | 119,7         | Jaime Castañeda        | Alex Cano                    |
| 10e étape | 30 sept. | Medellín – Medellín   | étape de plaine             | 94,5          | Jairo Salas            | Alex Cano                    |

## Déroulement de la course

### 1reétape
Miguel Ángel Rubiano remporte la première étape et s'empare du même coup du maillot de leader.
L'étape initiale est innovante par son format. Elle est disputée sous forme de critérium dans le district d'Aguablanca (es) (Cali). Les participants sont divisés en cinq groupes distincts, comprenant au maximum deux hommes de la même équipe. Le tracé de 2,6 km privilégie la vitesse et les relances avec notamment un virage à 180° pour revenir au point de départ. Le circuit est à accomplir onze fois. Selon le règlement, le vainqueur du groupe le plus rapide pour effectuer l'étape est déclaré leader du classement général. Pour la première fois, une compétition de cyclisme de haut niveau se dispute dans la Commune 21 de Cali (es). Des centaines de spectateurs se sont massés sur le parcours pour assister au spectacle dans une ambiance de fête. Comme lors des matchs de football, il y a un lever de rideau avec des courses de cadets et de juniors suivi d'une course ouverte aux femmes. Puis c'est au tour des professionnels d'investir les lieux.
La chaleur est déjà bien présente lorsqu'à 10h00, le premier groupe s'élance. Trente coureurs forment le premier peloton. En réalisant 36 min 20 s, Omar Mendoza règle ses adversaires au sprint. Le coureur du Team Medellín devance Diego Ochoa et Juan Pablo Rendón. Ils s'octroient les 3, 2 et 1 secondes de bonification attenantes.
Le deuxième peloton, de trente coureurs également, parcourt l'étape en 36 min 55 s. Cristhian Talero y devance William Muñoz et Stiber Ortiz. Avec un temps supérieur de trente-cinq secondes au premier groupe, le coureur de la GW Shimano n'inquiète pas la première place provisoire de Mendoza. Jaime Castañeda (Aguardiente Antioqueño) dispose du troisième peloton de vingt-six participants. Il est immédiatement suivi par Heberth Gutiérrez et Jairo Salas. Même s'ils réalisent trois secondes de mieux, c'est toutefois insuffisant pour troubler le leader transitoire, Omar Mendoza.
À la mi-journée, la quatrième levée voit Edward Beltrán (EPM - Scott) devancer Robigzon Oyola et Edwin Carvajal. En terminant leur effort en 36 min 37 s, ils s'approchent à dix-sept secondes de la tête du classement général.
Sous une chaleur accablante, les chefs de file sont regroupés dans le dernier peloton. Ils prouvent leur position de favoris en devançant d'une seconde le premier groupe. Miguel Ángel Rubiano arrive légèrement détaché. Il précède Óscar Sevilla et Carlos Julián Quintero. Ces derniers raflent les secondes de bonifications dévolues aux trois premiers de chaque peloton. En couvrant la distance de 29,3 km en 36 min 19 s, le coureur de la Coldeportes - Zenú endosse le maillot jaune, une seconde devant Mendoza et Sevilla,.

### 2eétape
Óscar Quiroz fait coup double, étape et maillot jaune.
Les coureurs partent de Cali pour Armenia, en passant par Palmira, Buga, Tuluá, Andalucía et La Tebaida. Un terrain plat les attend où sur les 181,7 km du parcours trois sprints spéciaux et trois étapes volantes sont à disputer.
Comme attendu par les observateurs, le début de course se caractérise par les nombreuses tentatives de fugue jugulées par le peloton. Cependant aux environs de Buga, une échappée de dix-huit se forment. Elle obtient jusqu'à 1 min 23 s d'avance mais se termine vers Bugalagrande. Toutefois Weimar Roldán en profite pour s'imposer dans deux étapes volantes (et prendre la tête de ce classement annexe). Walter Vargas fait également une tentative à quatre mais malgré 41 s d'avance, il n'obtient que le gain de la troisième étape volante. Le sprint devient inévitable. L'arrivée en montée favorise Óscar Quiroz qui s'impose devant Diego Ochoa et Juan Pablo Suárez. Quiroz s'empare du même coup de la tête du classement général, grâce aux dix secondes de bonifications allouées au vainqueur d'étape. Quiroz a trois et cinq secondes d'avance sur Ochoa et Suárez tandis que Miguel Ángel Rubiano régresse à la quatrième place, à six secondes du maillot jaune.
Óscar Quiroz se dit satisfait d'avoir remporté la victoire car en début de journée, un incident mécanique sur sa machine l'avait obligé à une longue chasse pour réintégrer le peloton. Quiroz déclare vouloir garder la tête du classement général le plus longtemps possible car il sait avoir l'équipe pour gagner,.

### 3eétape
José Tito Hernández remporte l'étape et dévêt Óscar Quiroz de son maillot de leader.
Le peloton fait connaissance avec la haute montagne, en escaladant le col hors catégorie de La Línea, dans l'étape la plus longue de l'épreuve (200,8 km). Elle mène les participants de Calarcá à Anapoima, en passant par Cajamarca, Ibagué, Gualanday, Girardot, Tocaima et Apulo.
En début d'étape, les coureurs affrontent La Línea. Edward Beltrán y passe en solitaire devant Diego Camargo à une seconde et Hernán Aguirre à quarante. Puis une échappée de trois coureurs se forme avec Beltrán, Rafael Montiel et Javier Gómez. Ils obtiennent plus de quatre minutes d'avance. Pendant leur fugue, Montiel rafle une étape volante et un sprint spécial. Gómez s'en octroie deux et prend la tête de ce classement annexe. Beltrán franchit en premier le sommet de l'Alto de Boquerón, ce qui lui permet de conforter son avance en tête du trophée des grimpeurs. Leur échappée se termine à une cinquantaine de kilomètres du terme (aux abords de Girardot). Le groupe des favoris arrive alors groupé au pied du col de deuxième catégorie de l'Alto del Copial, situé à cinq kilomètres de la ligne. L'équipe Bicicletas Strongman - Coldeportes contrôle le rythme d'ascension pour son leader Óscar Quiroz. Aldemar Reyes franchit le sommet en tête devant Juan Pablo Suárez et Alex Cano. José Tito Hernández, bien emmené par son coéquipier Carlos Julián Quintero, profite d'une arrivée en montée pour régler au sprint un maigre peloton d'une trentaine d'hommes. Il s'impose légèrement détaché devant Walter Pedraza et Óscar Sevilla. Óscar Quiroz attardé sur une chute ne peut disputer ses chances. Toutefois il obtient le même temps que ses adversaires. Hernández lui succède au sommet du classement général. Quiroz est deuxième dans la même seconde alors que le troisième est Diego Ochoa, à deux secondes,.

### 4eétape
Quatrième jour et quatrième changement de leader, au tour cette fois de Carlos Julián Quintero.
Les coureurs affrontent un deuxième jour de haute montagne avec l'ascension d'un col de première catégorie et d'un hors catégorie, le Salto del Tequendama, dont le sommet est situé à moins de 40 kilomètres de l'arrivée. L'étape passe par Apulo, Viotá, Mesitas, Salto del Tequendama et Mondoñedo et mène les concurrents de Anapoima à Funza après 122,8 km d'effort.
La journée se caractérise par d'incessantes tentatives de fugue. À peine la première étape volante passée, une échappée se forme. Róbigzon Oyola en tire parti pour rafler les deux dernières étapes volantes du jour et prendre la tête de ce classement annexe. Au km 45, l'échappée a 2 min 28 s d'avance sur le peloton. Edward Beltrán profite de sa présence en son sein, pour consolider sa position au classement des meilleurs grimpeurs (en passant en tête à El Garaje, col de première catégorie), tout comme Javier Gómez au classement des sprints spéciaux. Dix hommes sont devant le peloton avec un écart de 1 min 50 s (km 58). La montée jusqu'au Salto del Tequendama éclaircit les rangs de la fugue. Au sommet, seuls restent avec Edward Beltrán (qui le franchit en premier), Carlos Julián Quintero, Jéferson Pérez, Cristhian Montoya, Nicolás Paredes et Miguel Ángel Rubiano, celui-ci ayant abandonné le peloton pour faire la jonction. Le groupe principal passe avec un retard de 1 min 20 s. Montoya sur crevaison et Pérez laissent les quatre autres se disputer la victoire d'étape. Quintero prend le dessus sur Rubiano dans un duel serré,. Le peloton d'une cinquantaine d'hommes arrive à quarante secondes. Carlos Julián prend la tête du classement général devant Miguel Ángel à deux secondes. Edward Beltrán est à trente secondes et les anciens leaders de la course, José Tito Hernández et Óscar Quiroz sont désormais à quarante-deux secondes.

### 5eétape
Óscar Sevilla remporte le contre-la-montre et devient leader de la course.
Les coureurs ont au programme un effort en solitaire de 28,5 km. Ils partent de Guasca pour Sesquilé de minute en minute, puis de deux en deux minutes pour les vingt-trois premiers du classement général. Le parcours est plat, la plupart du temps, avec un raidillon au km 15, à Guatavita.
Camilo Amaya de l'équipe BetPlay est le premier des 151 participants à s'élancer et à en terminer en 40 min 25 s. Moins de vingt minutes plus tard, Weimar Roldán soustrait près de trois minutes à ce "chrono" (37 min 32 s). Trente-neuvième à partir, Hernando Bohórquez s'empare de la tête du classement provisoire avec 35 min 48 s (il finira quinzième de l'étape). Il faut attendre le départ de plus de cinquante coureurs pour voir Wilson Marentes réaliser 35 min 40 s et prendre le leadership (il terminera douzième). Après le passage de vingt-cinq autres concurrents, Jonathan Caicedo s'empare de la tête en réussissant quelques centièmes de mieux. Puis tour à tour, Jhojan García, Germán Chaves et Hernán Aguirre abaissent les temps. Ils finiront dans les dix premiers de l'étape. Sur les vingt-cinq derniers concurrents à partir, seuls deux font mieux qu'Aguirre. Tout d'abord, Fabio Duarte réalise 34 min 25 s et déduit dix-sept secondes au meilleur temps. Puis Óscar Sevilla, grand favori de l'étape, réussit 34 min 22 s et s'impose pour trois secondes face à Duarte. Au classement général, Sevilla devance de neuf secondes Duarte. L'ancien porteur du maillot jaune Carlos Julián Quintero régresse à la troisième place à quarante secondes. Alex Cano, quatrième de l'étape, est désormais au même rang au classement général. Le tenant du titre Juan Pablo Suárez perd quarante-huit secondes et se retrouve septième au classement provisoire,.
En plaçant trois hommes (García, Aguirre et Duarte) dans les huit premiers dont deux sur le podium, l'équipe Manzana Postobón réalise une excellente étape. Selon Sevilla, c'était « un beau contre-la-montre ». Il fallait prendre en compte l'altitude pour « doser ses forces, donner beaucoup dans la montée de Guatavita et encore plus sur le plat ». Bien que l'écart soit faible avec Fabio Duarte, la victoire d'Óscar Sevilla conforte les observateurs dans leur idée que le Colombo-espagnol est favori pour s'octroyer un quatrième Clásico RCN. Même si le coureur déclare qu'il reste beaucoup de chemin à faire et de nombreuses difficultés à franchir comme celles de Letras, Minas ou l'Alto del Trigo. Il se méfie particulièrement de l'étape du lendemain avec le changement de climat, passant de celui d'altitude à la chaleur. « Le mieux, conclut-il, est de voir au jour le jour ».

### 6eétape
Rafael Montiel gagne l'étape alors qu'Óscar Sevilla garde la tête du classement général.
Les concurrents partent de Tabio pour Mariquita. Durant les 177,7 km au programme, les coureurs passent à Subachoque, à El Rosal, à La Vega, à Villeta, à Guaduas et à Honda. Trois étapes volantes et trois sprints spéciaux jalonnent le parcours. Les participants ont aussi quatre cols au menu, deux deuxième catégorie et un de première, l'Alto del Trigo, situé à près de soixante-quinze kilomètres de l'arrivée.
Avant le départ, le Clásico RCN rend hommage à l'ancien coureur Juan Pablo Forero, natif de Tabio. L'étape démarre sur un rythme élevé et très rapidement, une échappée de six hommes se forme. Javier Gómez et Steven Cuesta en profitent pour s'octroyer une étape volante et un sprint spécial chacun. La fugue obtient 3 min 40 s d'avance. Edward Beltrán et Rafael Montiel s'unissent à l'échappée. Ces derniers restent bientôt seuls en tête, accompagné d'Andrés Camilo Ardila, passant en tête au sommet des deux derniers cols de la journée, dont l'Alto del Trigo. Au passage de la dernière difficulté du jour (à une cinquantaine de kilomètres du terme), leur avance est telle que Beltrán est leader virtuel de la compétition. À 15 km de l'arrivée, la différence est encore de 1 min 40 s. Pourtant, grâce au travail de son équipe, Óscar Sevilla réussit à réduire l'écart et conserver sa place au classement général. Ardila, pourtant natif de Mariquita, doit laisser Beltrán et Montiel rejoindre seuls l'arrivée. Ce dernier remporte l'étape sans réelle opposition. Même s'il a espéré prendre le maillot jaune, Beltrán consolide sa position au trophée des grimpeurs et monte sur le podium provisoire de l'épreuve, à dix-neuf secondes de Sevilla. Ce dernier termine à 41 s dans un peloton d'une quarantaine d'hommes, réglé par Diego Ochoa. Carlos Julián Quintero, Miguel Ángel Rubiano finissent à 5 min 25 s et Jonathan Caicedo, malade, à 21 min 53 s,,. Ils sont les grands perdants de la journée.
À l'issue de l'étape, Jhojan García, leader du classement du meilleur jeune, déclare que le changement d'altitude, le passage du froid du départ à la chaleur de Mariquita et la montée de l'Alto del Trigo, effectuée à un rythme élevé a rendu l'étape usante. Il a peur des répercussions de cette journée sur les organismes. Óscar Sevilla prétend avoir souffert et avoir passé sa plus mauvaise journée depuis le début de l'épreuve.

### 7eétape
Didier Chaparro remporte l'étape tandis qu'Alex Cano ravit le maillot jaune.
Le parcours mène les coureurs de Mariquita à Manizales, sur une distance de 114,5 km. Cette étape très montagneuse passe par Fresno (où se situe un col de première catégorie) et par l'Alto de Letras (classé en hors catégorie),. Elle est considérée comme l'étape reine de la compétition.
Un déluge accueille les participants au départ de l'étape, au point que celui-ci est différé pour des incidents sur la voie. Le début de journée est nerveux et rapidement, insufflée par les Bicicletas Strongman - Coldeportes et son coureur Jéferson Pérez, une échappée d'une dizaine d'hommes se forme. Javier Gómez, présent dans la fugue, en profite pour récolter cinq points dans les deux sprints spéciaux du jour et consolider sa position en tête de ce classement annexe. Diego Camargo, membre également de l'échappée, s'isole un long moment à l'avant de la course. Le peloton monte le Páramo de Letras sur un rythme élevé, imposé par le Team Medellín du leader Óscar Sevilla. Cependant, tour à tour, Hernán Aguirre, Didier Chaparro et Alex Cano quittent la quiétude du groupe pour s'isoler en tête. Cano passe en premier au sommet devant Aguirre et Chaparro, légèrement décramponné. Óscar Sevilla est à 1 min 20 s, Cano est ainsi leader virtuel de l'épreuve. Dans la descente sur Manizales, Didier Chaparro recolle au duo puis l'abandonne pour se diriger vers la victoire dans la ville dont il est natif,. Alex Cano suit à 41 s, Hernán Aguirre accuse, lui, un débours de 1 min 18 s. À plus de cent secondes, arrive un groupe avec les principaux chefs de file (Edward Beltrán, Óscar Sevilla, Juan Pablo Suárez, Alexis Camacho ou bien encore Óscar Quiroz). Présent dans le top ten au matin, Germán Chaves termine avec un retard de 17 min 20 s tandis que le duo Fabio Duarte et Jhojan García déboursent 20 min 31 s. Ils perdent toute chance de bien figurer au final.
Au classement général, Alex Cano s'empare de la tête avec huit secondes d'avance sur Didier Chaparro, trente-quatre sur l'ancien maillot jaune de la course, Óscar Sevilla. Hernán Aguirre est à quarante-deux secondes, alors qu'il n'était qu'à deux secondes de Cano au matin (il perd ce temps dans la descente sur Manizales). Edward Beltrán est à cinquante. Seuls ces cinq-là sont désormais dans la même minute. L'écart encore réduit, entre les différents protagonistes pour le titre, laisse supposer aux observateurs une bataille sur les pentes de l'Alto de Minas, dans l'étape du lendemain.

### 8eétape
Edward Beltrán s'impose devant Alex Cano qui consolide sa position au classement général.
Le peloton part d'Anserma, passe par Riosucio, Supía, La Pintada, Santa Bárbara et Caldas, pour arriver à La Estrella au bout des 170,0 km que comprend l'étape. Le dernier col hors catégorie de la 58e édition est au programme du jour. Le sommet de l'Alto de Minas se situe à vingt et un kilomètres de l'arrivée, jugée en haut d'une ultime montée (classée en troisième catégorie).
Une échappée matinale de vingt-deux coureurs se constitue. Ils se disputent entre eux les deux sprints spéciaux (où Javier Gómez conforte sa position dans ce classement) et deux étapes volantes. Jairo Salas y reprend deux points à Róbigzon Oyola et se rapproche à deux unités de ce dernier à la tête de ce classement annexe. Au pied de l'Alto de Minas, les fugueurs ont plus de deux minutes d'avance. Dans l'ascension, ils sont repris un à un par les prétendants au titre. Tandis qu'Alex Cano subit les assauts d'hommes comme Edward Beltrán, Hernán Aguirre ou Óscar Sevilla, il ne rompt pas. C'est au contraire lui-même qui attaque. À mi ascension, Beltrán et Aguirre prennent un léger avantage, Cano réagit et imprime un tel rythme que seul Edward Beltrán peut le suivre. Seconde après seconde, l'écart grandit avec un petit groupe comprenant Didier Chaparro, Óscar Quiroz, Rafael Montiel, Jahir Pérez, Juan Pablo Suárez ou encore Óscar Sevilla. C'est pourquoi Chaparro tente de limiter le débit et s'enfuit à la poursuite des duettistes. Alors que le petit groupe qu'il vient de quitter navigue autour de la minute, lui se rapproche à trente-deux secondes du duo. Mais peine perdue, Beltrán et Cano unissent leur effort et condamne Chaparro à réintégrer le groupe des battus. Cano franchit en premier le sommet. Beltrán est vainqueur par anticipation du trophée des grimpeurs (ayant plus du double de points que son dauphin, Alex Cano, il ne peut plus être rattrapé). Les autres passent à 2 min 10 s. À l'arrivée, les écarts sont maintenus et Edward Beltrán remporte l'étape devant Alex Cano. Les huit cents derniers mètres en ascension permettent à Óscar Quiroz de ravir la troisième place de l'étape, à 2 min 7 s. Suárez et Sevilla finissent à 2 min 11 s,,,.
À deux jours de l'arrivée, non seulement, Alex Cano consolide son maillot de leader mais il augmente son avantage de manière considérable au point que la compétition semble gagnée,. Edward Beltrán, cinquième au matin de l'étape, est désormais son dauphin à 47 s. Chapparo et Sevilla sont à plus de deux minutes et Aguirre à plus de trois. Rafael Montiel est le seul à intégrer le Top ten, à l'issue de la 8e étape.

### 9eétape
Jaime Castañeda gagne à Bello et Alex Cano se rapproche du titre.
Prévue initialement pour un départ de Medellín et une distance de 138,0 km, l'étape part finalement de San Félix (un corregimiento de Bello). Ne faisant plus que 119,7 km, elle se termine dans le chef-lieu de cette même municipalité, en passant par Entrerríos, Santa Rosa, Don Matías, Girardota et Copacabana. Le dernier col de la compétition (un deuxième catégorie) est supprimée,. Trois étapes volantes et trois sprints spéciaux scandent un parcours vallonné.
Douze hommes trouvent rapidement l'ouverture et occupent le devant de la scène une grande partie de la journée. Ils se partagent les différents sprints bonifications du jour. Weimar Roldán s'octroie deux étapes volantes et se rapproche à un point de son coéquipier Róbigzon Oyola dans ce classement annexe. L'échappée obtient jusqu'à 2 min 20 s d'avance. À moins de quarante kilomètres de l'arrivée, l'écart est encore d'1 min 45 s. À quinze kilomètres du terme, Weimar Roldán et Stiber Ortiz faussent compagnie aux fugueurs, mais sans succès, ils sont rattrapés par sept de leurs anciens compagnons. Puis à trois mille mètres du but, c'est au tour d'Alexander Gil de tenter sa chance en solitaire. Moins d'un kilomètre plus tard, le peloton, lancé à vive allure, fait échouer cette ultime tentative. Le sprint massif est inévitable. Jaime Castañeda gagne devant Diego Ochoa et José Serpa. Alex Cano n'est pas inquiété et est déjà considéré comme vainqueur de l'épreuve,,.

### 10eétape
Le circuit urbain au programme du jour est tracé autour du Complexe sportif Atanasio-Girardot, à Medellín. Initialement prévu pour développer 3,6 km, il est réduit à 2,1 km. Ainsi, pour en terminer avec la 58e édition du Clásico RCN, les coureurs doivent le parcourir quarante-cinq fois, soit 94,5 km. Trois sprints spéciaux aux 8, 16 et 24e passages sur la ligne d'arrivée et trois étapes volantes aux 30, 36 et 42e passages sur la ligne pimentent la journée.
De nombreuses tentatives d'échappée, contrôlées par l'équipe Coldeportes - Zenú du leader, jalonnent ce dernier jour de course. Steven Cuesta s'impose dans le premier sprint spécial, Pedro Nelson Torres dans le deuxième et Wilson Marentes dans le dernier de la compétition. Ce qui permet à Javier Gómez, avec vingt-cinq points, de s'imposer dans ce classement. Róbigzon Oyola, lui, s'impose dans la première volante renforçant sa position dans ce classement annexe. Dans la suivante, Steven Calderón prend le meilleur sur un peloton groupé. Alex Cano remporte la dernière de l'épreuve devant Oyola qui s'octroie le classement des étapes volantes. Le sprint massif, trois tours plus tard, qui clôt l'étape revient à Jairo Salas. Il domine pour quelques centimètres Weimar Roldán. Steven Cuesta termine troisième. Alex Cano, deuxième en 2012 et en 2014, remporte l'épreuve à trente-cinq ans.

## Classements finals

### Classement général final
| \| Classement général \| Classement général \| Classement général \| Classement général \| Classement général \| \| Coureur \| Coureur \| Pays \| Équipe \| Temps \| \| ------------------ \| ------------------ \| ------------------ \| -------------------------------- \| ------------------ \| \| 1er \| Alex Cano \| Colombie \| Coldeportes-Zenú \| 30 h 25 min 53 s \| \| 2e \| Edward Beltrán \| Colombie \| EPM \| + 49 s \| \| 3e \| Didier Chaparro \| Colombie \| Supergiros \| + 2 min 27 s \| \| 4e \| Óscar Sevilla \| Espagne \| Medellín \| + 2 min 55 s \| \| 5e \| Hernán Aguirre \| Colombie \| Manzana Postobón \| + 3 min 04 s \| \| 6e \| Juan Pablo Suárez \| Colombie \| EPM \| + 3 min 47 s \| \| 7e \| Óscar Quiroz \| Colombie \| Bicicletas Strongman Coldeportes \| + 4 min 37 s \| \| 8e \| Rafael Montiel \| Colombie \| Aguardiente Antioqueño \| + 6 min 52 s \| \| 9e \| Alexis Camacho \| Colombie \| Coldeportes-Zenú \| + 6 min 55 s \| \| 10e \| Cristian Muñoz \| Colombie \| Coldeportes-Zenú \| + 7 min 27 s \| |                   |          |                                  |                  |
| |                   |          |                                  |                  |
| |                   |          |                                  |                  |
| Classement général |                   |          |                                  |                  |
| Coureur | Coureur           | Pays     | Équipe                           | Temps            |
| 1er | Alex Cano         | Colombie | Coldeportes-Zenú                 | 30 h 25 min 53 s |
| 2e | Edward Beltrán    | Colombie | EPM                              | + 49 s           |
| 3e | Didier Chaparro   | Colombie | Supergiros                       | + 2 min 27 s     |
| 4e | Óscar Sevilla     | Espagne  | Medellín                         | + 2 min 55 s     |
| 5e | Hernán Aguirre    | Colombie | Manzana Postobón                 | + 3 min 04 s     |
| 6e | Juan Pablo Suárez | Colombie | EPM                              | + 3 min 47 s     |
| 7e | Óscar Quiroz      | Colombie | Bicicletas Strongman Coldeportes | + 4 min 37 s     |
| 8e | Rafael Montiel    | Colombie | Aguardiente Antioqueño           | + 6 min 52 s     |
| 9e | Alexis Camacho    | Colombie | Coldeportes-Zenú                 | + 6 min 55 s     |
| 10e | Cristian Muñoz    | Colombie | Coldeportes-Zenú                 | + 7 min 27 s     |

## Évolution des classements
| Étapes             | Vainqueur              | Classement général     | Classement des moins de 23 ans | Classement de la montagne | Classement de la régularité | Classement des étapes volantes | Classement des sprints spéciaux | Classement par équipes          |
| ------------------ | ---------------------- | ---------------------- | ------------------------------ | ------------------------- | --------------------------- | ------------------------------ | ------------------------------- | ------------------------------- |
| 1re étape          | Miguel Ángel Rubiano   | Miguel Ángel Rubiano   | Juan José Carrero              | Róbigzon Oyola            | Miguel Ángel Rubiano        | Diego Ochoa                    | Edward Beltrán                  | EPM - Scott                     |
| 2e étape           | Óscar Quiroz           | Óscar Quiroz           | Juan José Carrero              | Róbigzon Oyola            | Diego Ochoa                 | Weimar Roldán                  | José Tito Hernández             | Team Medellín                   |
| 3e étape           | José Tito Hernández    | José Tito Hernández    | Juan José Carrero              | Edward Beltrán            | Óscar Sevilla               | Weimar Roldán                  | Javier Gómez                    | EPM - Scott                     |
| 4e étape           | Carlos Julián Quintero | Carlos Julián Quintero | Brayan Hernández               | Edward Beltrán            | Miguel Ángel Rubiano        | Róbigzon Oyola                 | Javier Gómez                    | Team Medellín                   |
| 5e étape           | Óscar Sevilla          | Óscar Sevilla          | Jhojan García                  | Edward Beltrán            | Óscar Sevilla               | Róbigzon Oyola                 | Javier Gómez                    | Manzana Postobón                |
| 6e étape           | Rafael Montiel         | Óscar Sevilla          | Jhojan García                  | Edward Beltrán            | Óscar Sevilla               | Róbigzon Oyola                 | Javier Gómez                    | Manzana Postobón                |
| 7e étape           | Didier Chaparro        | Alex Cano              | Cristian Muñoz                 | Edward Beltrán            | Óscar Sevilla               | Róbigzon Oyola                 | Javier Gómez                    | Coldeportes - Zenú - Sello Rojo |
| 8e étape           | Edward Beltrán         | Alex Cano              | Cristian Muñoz                 | Edward Beltrán            | Óscar Sevilla               | Róbigzon Oyola                 | Javier Gómez                    | Coldeportes - Zenú - Sello Rojo |
| 9e étape           | Jaime Castañeda        | Alex Cano              | Cristian Muñoz                 | Edward Beltrán            | Óscar Sevilla               | Róbigzon Oyola                 | Javier Gómez                    | Coldeportes - Zenú - Sello Rojo |
| 10e étape          | Jairo Salas            | Alex Cano              | Cristian Muñoz                 | Edward Beltrán            | Óscar Sevilla               | Róbigzon Oyola                 | Javier Gómez                    | Coldeportes - Zenú - Sello Rojo |
| Classements finals | Classements finals     | Alex Cano              | Cristian Muñoz                 | Edward Beltrán            | Óscar Sevilla               | Róbigzon Oyola                 | Javier Gómez                    | Coldeportes - Zenú - Sello Rojo |